# Église Saint-Symphorien de Sainte-Feyre
Pour les articles homonymes, voir Église Saint-Symphorien.
L'église Saint-Symphorien est une église située à Sainte-Feyre, à proximité de Guéret dans le centre du département français de la Creuse en France. Construite au XIIIe siècle, elle est inscrite au titre des monuments historiques en 1963.

## Localisation
L'église est située sur la commune de Sainte-Feyre dans le département français de la Creuse en région Nouvelle-Aquitaine.

## Historique
L'église a été construite au XIIIe siècle et modifiée au 15e et 16e siècle.
Elle était rattachée à l'évêché de Limoges.
L'édifice est inscrit au titre des monuments historiques en 1963.

## Description
La nef avec son chevet droit formait l'église primitive construite au 13e siècle et fortifiée. On peut encore apercevoir entre le mur supportant le fronton et les contreforts les ouvertures d'un ancien chemin de ronde et des restes de machicoulis sont visibles sur la partie supérieure du chevet avec une échauguette à l'angle nord-est. Au 15e et 16e siècles, trois chapelles ont été ajoutées à l'église initiale. Le chevet plat se termine par un fronton surélevé, couronné d'une boule. Le clocher primitif devait se dresser sur la troisième travée alors que le clocher actuel, en charpente, se dresse sur la première travée.

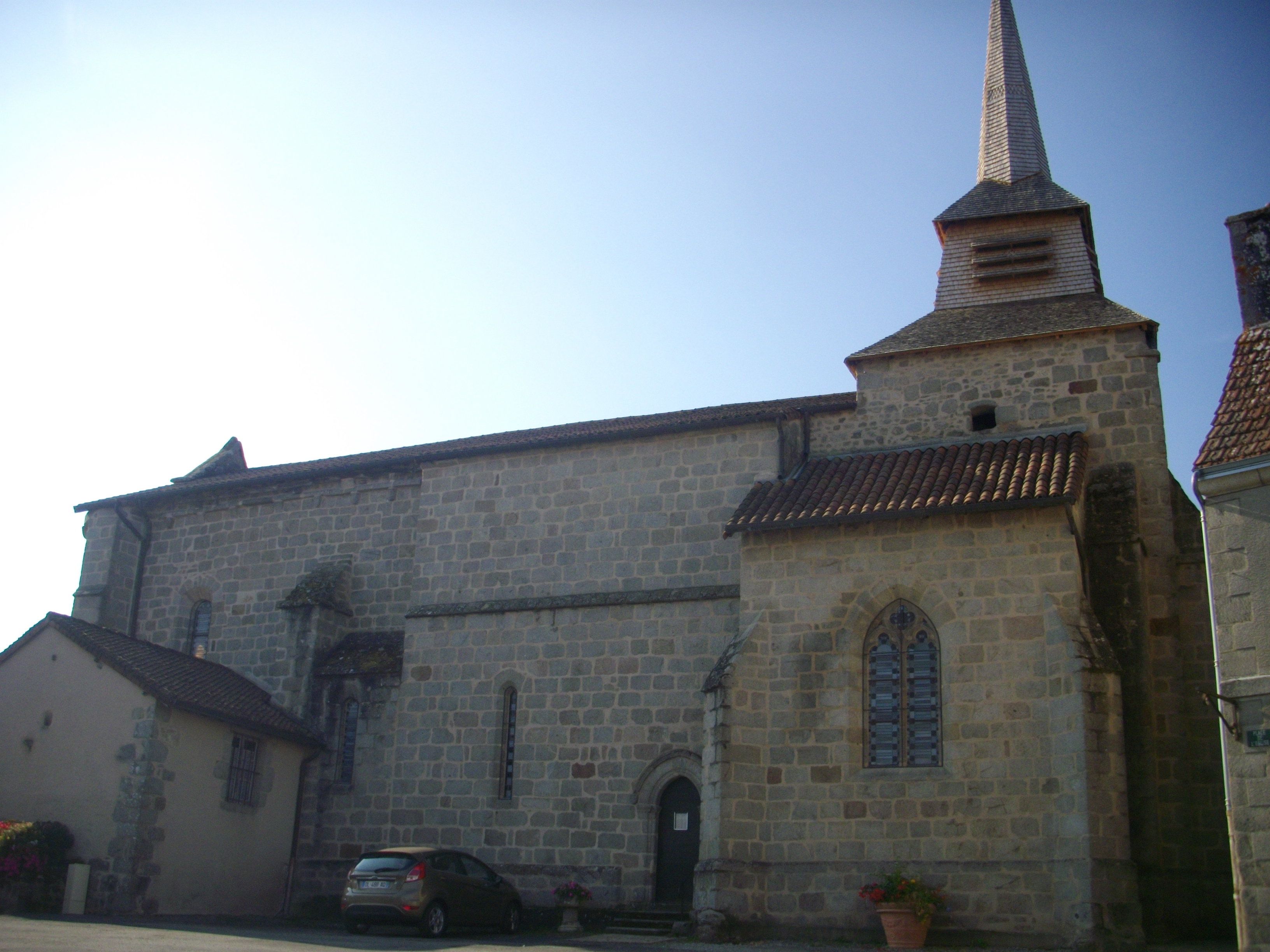
Flanc nord.
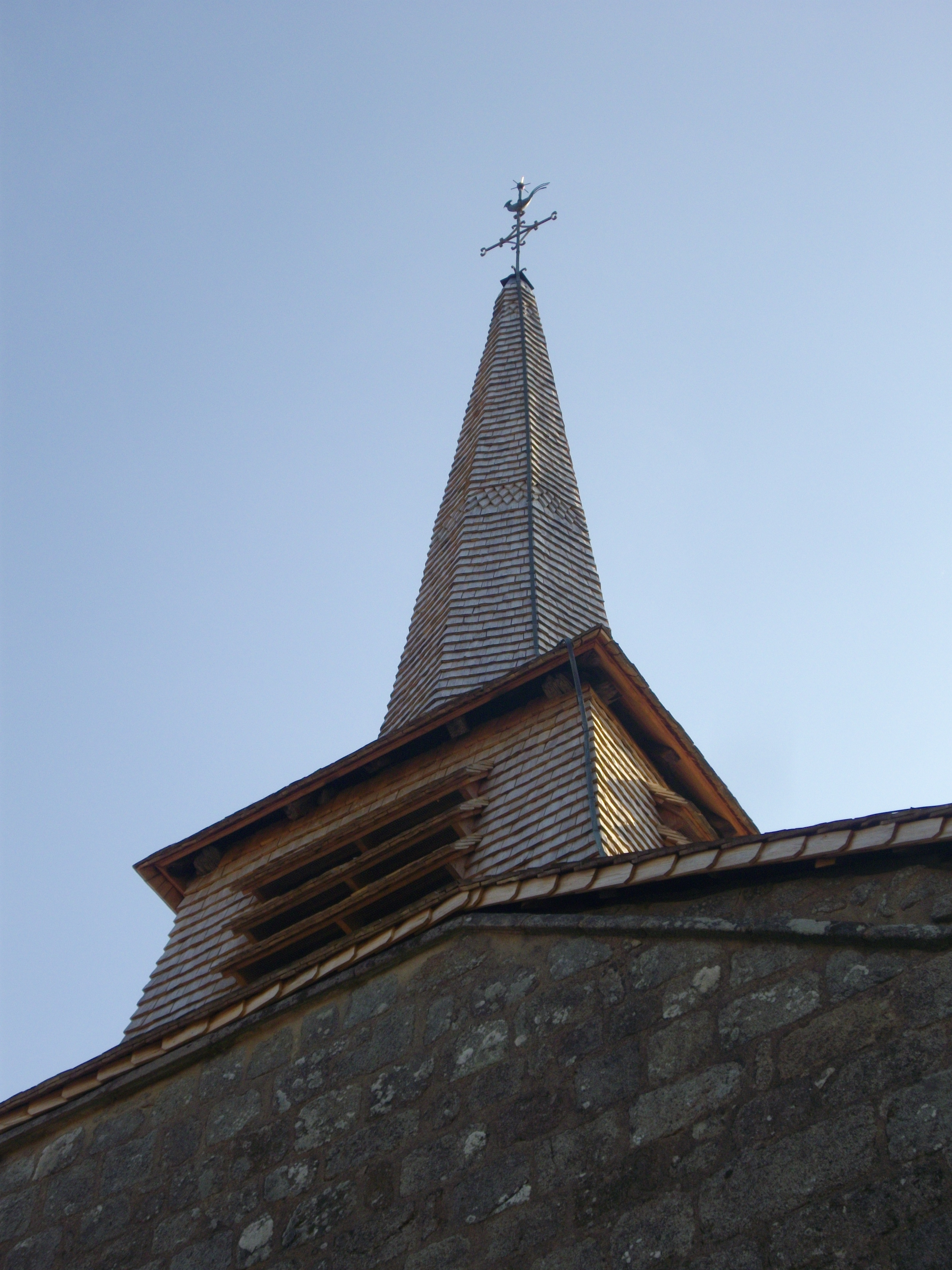
Clocher.
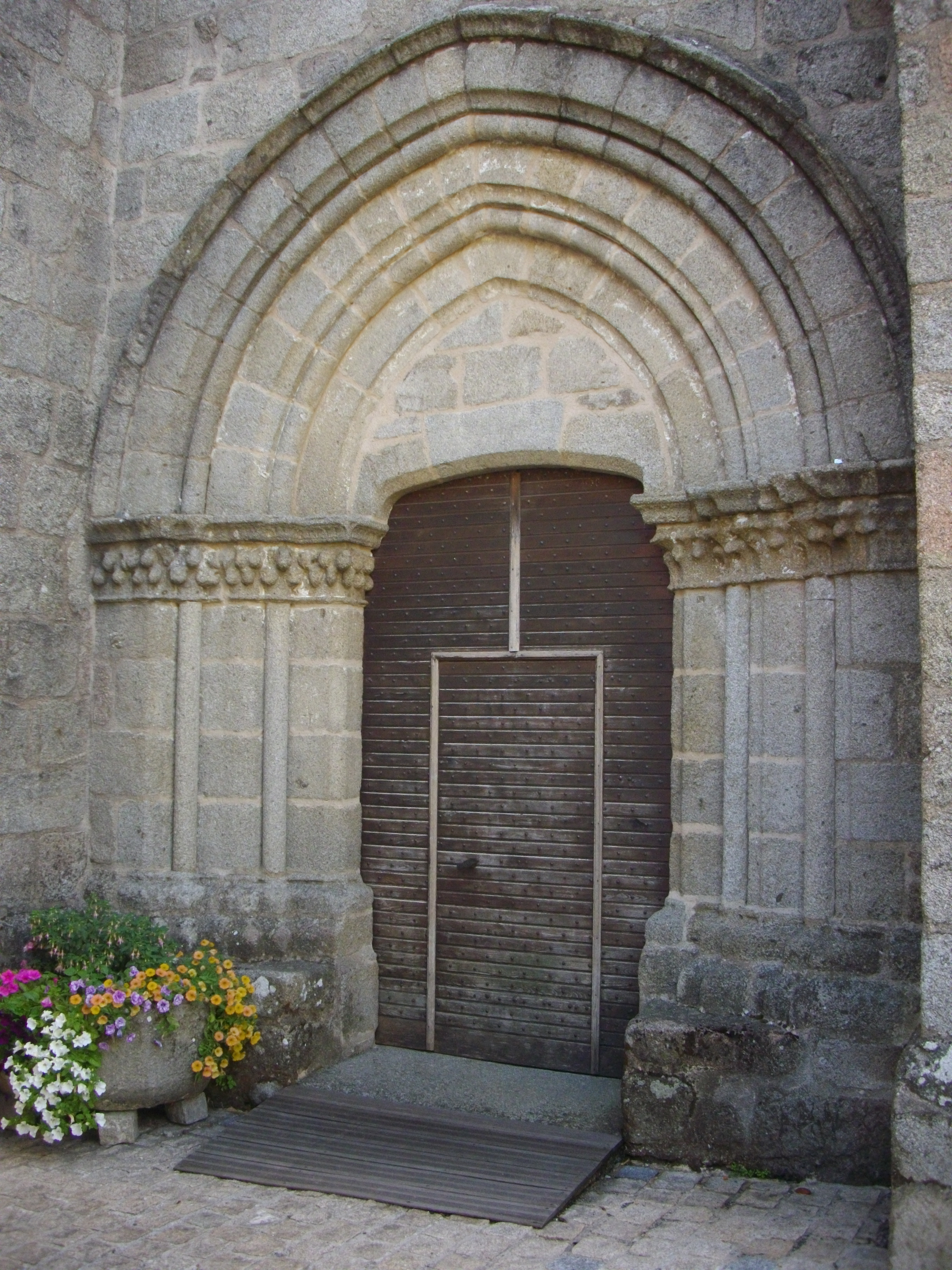
Portail occidental.

## Objets remarquables
L'église abrite plusieurs éléments remarquables, classés ou inscrits à titre d'objet aux Monuments historiques :  
- Un groupe sculpté en calcaire peint représentant sainte Anne et une Vierge à l'Enfant, dit « sainte Anne trinitaire », classée MH[2] ;
- Une petite statue en bois peint représentant une Vierge à l'Enfant assise, classée MH[3] ;
- Deux gradins d'autel et le tabernacle du maitre-autel du 18e siècle, situé dans le chœur, classés MH[4]. Ils ont été rénovés entre 1985 et 1987 par Christian Karoutzos d'Arts et Bâtiments[4] ;
- Un Christ en croix en bois peint de facture archaïque, peut-être du 16e siècle, inscrit MH[5] ;
- Un Christ en croix en bois ciré (la croix refaite est elle récente), inscrit MH[6] ;
- Une cuve baptismale en pierre, inscrite MH[7].